# Ilowlja (Fluss)
Die Ilowlja (russisch Иловля) ist ein linker Nebenfluss des Don in den russischen Oblasten Saratow und Wolgograd.
Die Ilowlja entspringt in den Wolgahöhen im Südwesten der Oblast Saratow. Sie fließt in überwiegend südsüdwestlicher Richtung zum Don. Ihre Länge beträgt 358 km. Die Ilowlja wird hauptsächlich von der Schneeschmelze gespeist. Sie entwässert ein Areal von 9250 km². Dabei beträgt ihr mittlerer Abfluss 22 km oberhalb der Mündung, bei der Siedlung städtischen Typs Ilowlja, lediglich 9,6 m³/s. Anfang Dezember gefriert der Fluss. Ende März / Anfang April ist der Fluss wieder eisfrei. Neben der gleichnamigen Kleinstadt Ilowlja liegen am Flusslauf die Kleinstadt Petrow Wal und das Rajonsverwaltungszentrum Olchowka.